# Protozoózy ptáků
Protozoózy jsou onemocnění vyvolávaná eukaryotními jednobuněčnými organismy velikosti 1-150 µm.
Prvoky (Protozoa) parazitující u drůbeže a ostatních ptáků můžeme zatím rozdělit do dvou skupin. První skupina Sarcomastigophora zahrnuje bičíkovce a améby. Množí se převážně podélným dělením a pohybují se pomocí pseudopodií nebo bičíků, případně oběma způsoby. Pro ptáky jsou důležití zejména zástupci rodů Giardia, Histomonas a Trichomonas. Druhá skupina Apicomplexa zahrnuje intracelulárně parazitující prvoky s tzv. apikálním komplexem, což jsou morfologické struktury vyskytující se u některých jejich vývojových stadií, umožňujících průnik do hostitelské buňky nebo fixaci na jejím povrchu. Patří sem kokcidie a krevní paraziti.
Střevní prvoci Chilomastix gallinarum, Cochlosoma anatis, Entamoeba spp. a Endolimax spp. jsou v současné době považováni za nepatogenní pro drůbež. Balantidium struthionis a Blastocystis spp. jsou normálními obyvateli střeva pštrosů. Jejich cysty ale mohou imitovat oocysty kokcidií.